# Neocoenyra wentzelae
Neocoenyra wentzelae är en fjärilsart som beskrevs av Friedrich Thurau 1903. Neocoenyra wentzelae ingår i släktet Neocoenyra och familjen praktfjärilar. Inga underarter finns listade i Catalogue of Life.